# Берегвардо
Берегвардо (итал. Bereguardo) је насеље у Италији у округу Павија, региону Ломбардија.
Према процени из 2011. у насељу је живело 2146 становника. Насеље се налази на надморској висини од 95 м.

## Становништво
| 1931. | 1936. | 1951. | 1961. | 1971. | 1981. | 1991. | 2001. | 2011. |
| ----- | ----- | ----- | ----- | ----- | ----- | ----- | ----- | ----- |
| 2.209 | 2.207 | 2.230 | 2.106 | 2.099 | 2.180 | 2.215 | 2.390 | 2.775 |